# Arlington (Nowy Jork)
Arlington – jednostka osadnicza w Stanach Zjednoczonych, w stanie Nowy Jork, w hrabstwie Dutchess.